# Atletica leggera ai Giochi della XXVI Olimpiade - 100 metri piani femminili

Video delle Semifinali

Video della Finale

I 100 metri piani hanno fatto parte del programma femminile di atletica leggera ai Giochi della XXVI Olimpiade. La competizione si è svolta nei giorni 26-27 luglio 1996 allo Stadio Olimpico del Centenario di Atlanta.

## Presenze ed assenze delle campionesse in carica
| Competizione         | Atleta          | Prestazione | Atlanta 1996 |
| -------------------- | --------------- | ----------- | ------------ |
| Olimpiadi 1992       | Gail Devers     | 10”82       | Presente     |
| Commonwealth 1994    | Mary Onyali     | 11”06       | Presente     |
| Goodwill Games 1994  | Gwen Torrence   | 10”95       | Presente     |
| Europei 1994         | Irina Privalova | 11”02       | Presente     |
| Coppa del mondo 1994 | Irina Privalova | 11”32       | Presente     |
| Asiatici 1994        | Liu Xiaomei     | 11”27       | Non selez.   |
| Panamericani 1995    | Chryste Gaines  | 11”05       | 5a ai Trials |
| Africani 1995        | Mary Onyali     | 11”18       | Presente     |
| Mondiali 1995        | Gwen Torrence   | 10”85       | Presente     |
|                      |                 |             |              |
| Mondiali junior 1992 | Nikole Mitchell | 11”30       | Non qual.    |

1. ↑  Sotto la bandiera della Russia.

## La gara
Gail Devers scende sotto gli 11" sia in batteria (10"92) sia nei Quarti: 10"94!
Merlene Ottey fa ancora meglio nella prima semifinale: 10"93, davanti a Gwen Torrence con 10"97. La Devers vince la seconda serie in 11"00. Escono inaspettatamente Juliet Cuthbert e Irina Privalova, entrambe sul podio a Barcellona. Il tempo della Cuthbert, 11"07, è il più veloce di sempre per un'atleta eliminata in semifinale.
Gail Devers, dotata di una partenza bruciante, è la favorita per il titolo. Invece in finale arriva appaiata sul traguardo alla Ottey. I giudici assegnano la vittoria alla Devers per 5 millesimi di secondo.
Tempi di reazione: 0"166 sia per la Devers che per la Ottey.
Gail Devers è la seconda donna nella storia olimpica a vincere due ori sui 100 metri dopo Wyomia Tyus (Tokyo 1964 e Città del Messico 1968).

Per Merlene Ottey è il primo argento olimpico dopo quattro bronzi, il primo dei quali ottenuto nel 1980, cioè sedici anni prima.

## Risultati

### Turni eliminatori
| 7 Batterie         | 26 luglio | 56 partenti   | Si qualificano le prime 4 + i 4 migliori tempi. |
| 4 Quarti di finale | 26 luglio | 8 + 8 + 8 + 8 | Si qualificano le prime 4.                      |
| 2 Semifinali       | 27 luglio | 8 + 8         | Si qualificano le prime 4.                      |
| Finale             | 27 luglio | 8 concorrenti |                                                 |

### Finale
| Pos | Paese       | Atleta              | Tempo |
| --- | ----------- | ------------------- | ----- |
|     | Stati Uniti | Gail Devers         | 10"94 |
|     | Giamaica    | Merlene Ottey       | 10"94 |
|     | Stati Uniti | Gwen Torrence       | 10"96 |
| 4   | Bahamas     | Chandra Sturrup     | 11"00 |
| 5   | Russia      | Maria Trandenkova   | 11"06 |
| 6   | Russia      | Natalia Voronova    | 11"10 |
| 7   | Nigeria     | Mary Onyali         | 11"13 |
| 8   | Ucraina     | Gianna Pintussevich | 11"14 |